# Brzeszcze
Brzeszcze é um município da Polônia, na voivodia da Pequena Polônia e no condado de Oświęcim. Estende-se por uma área de 19,04 km², com 11 474 habitantes, segundo os censos de 2016, com uma densidade de 602,6 hab/km².
Fundada no século XV, possui vários cidadãos poloneses ricos, tais como Dominik Gherri e o médico do rei Stanislaw August Poniatowski.
Os cidadãos da cidade eram constituídos principalmente de pescadores e fazendeiros.
O crescimento e desenvolvimento da cidade foi devido a existência de uma mina de carvão, fundada no século XIX.
Durante a Segunda Guerra Mundial, Brzeszcze foi um ponto da resistência polonesa, auxiliando os refugiados do campo de concentração de Auschwitz.
No ano de 2006, a cidade tinha aproximadamente 12.000 habitantes.

## Cidadão famosos
- Arkadiusz Skrzypaszek - Vencedor de duas medalhas de ouro olímpicas.
- Wlodzimierz Lubanski - Jogador de futebol. Defendeu a seleção nacional na Copa do Mundo de 1978.
- Beata Szydło - Conhecido político.
- Kazimierz Bielenin - Famoso arqueólogo.

## Economia

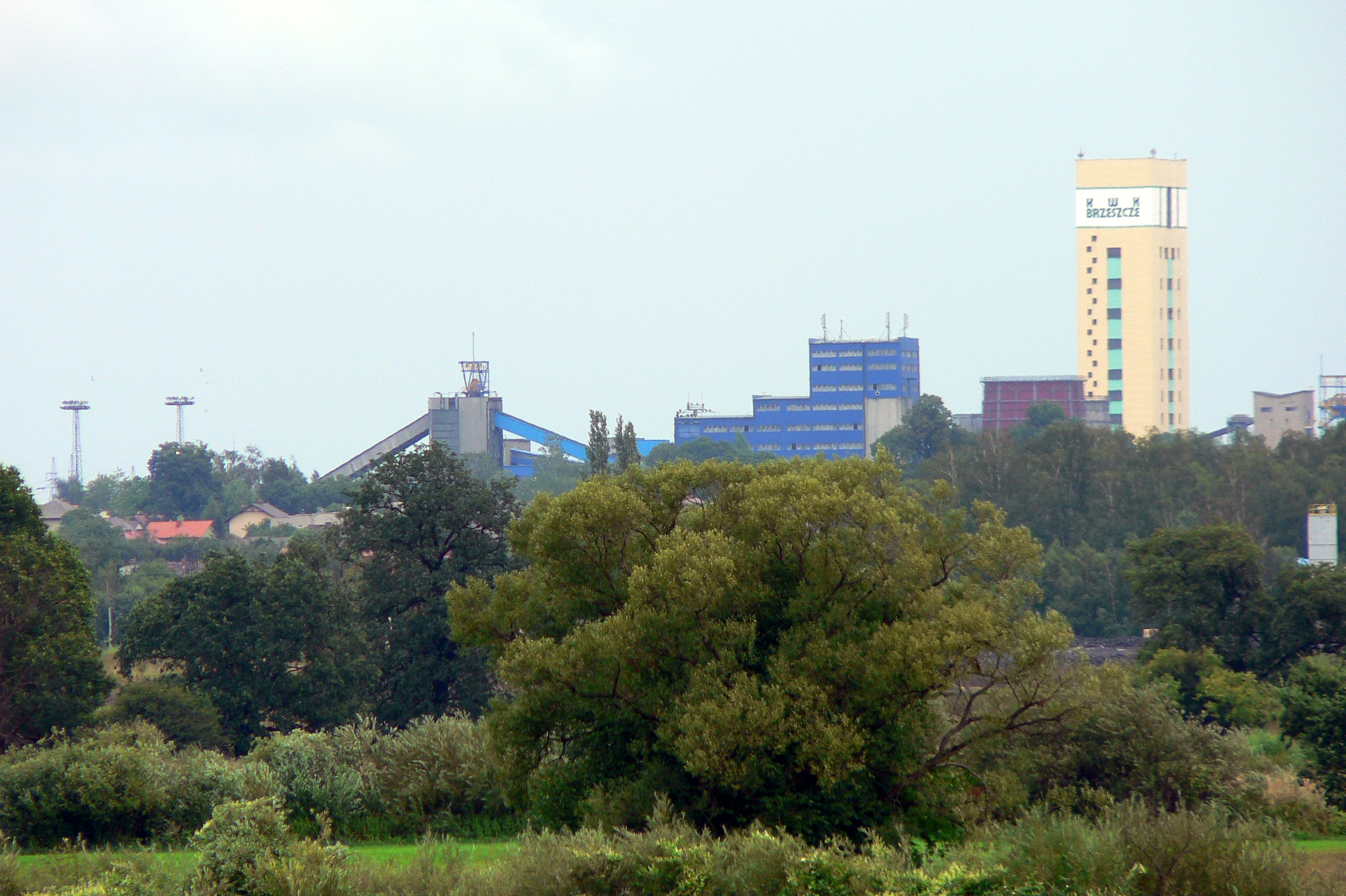
Mina de carvão Brzeszcze-Silesia

Como citado anteriormente, o foco da economia da cidade é a mina de carvão, chamada de Brzeszcze-Silesia, principal fonte de empregos da região.
É também uma das maiores minas da Pequena Polónia.

## Esportes
- Górnik Brzeszcze - Clube de futebol fundado em 1922 por refugiados poloneses da República Tcheca. O patrocinador principal do clube era a mina de carvão da cidade.